# 대한민국 헌법 제13조
대한민국 헌법 제13조는 형벌 소급, 이중 처벌, 연좌제를 금지하는 대한민국 헌법의 조항이다. 3항으로 구성되어 있다.

## 본문
① 모든 국민은 행위시의 법률에 의하여 범죄를 구성하지 아니하는 행위로 소추되지 아니하며, 동일한 범죄에 대하여 거듭 처벌받지 아니한다.

② 모든 국민은 소급입법에 의하여 참정권의 제한을 받거나 재산권을 박탈당하지 아니한다.

③ 모든 국민은 자기의 행위가 아닌 친족의 행위로 인하여 불이익한 처우를 받지 아니한다.

## 내용
- 형벌불소급의 원칙
- 이중처벌금지의 원칙
- 소급입법
- 자기책임의 원리
- 연좌제 금지

## 주요 판례
- 형벌불소급의 원칙은 "행위의 가벌성" 즉 형사소추가 "언제부터 어떠한 조건하에서" 가능한가의 문제에 관한 것이고, "얼마동안" 가능한가의 문제에 관한 것은 아니다[1]
- 자기책임의 원리는 인간의 자유와 유책성, 그리고 인간의 존엄성을 진지하게 반영한 원리로서 법치주의에 당연히 내재하는 원리로 볼 것이고 헌법 제13조 제3항(연좌제의 금지)은 그 한 표현에 해당하는 것으로서 자기책임의 원리에 반하는 제재는 그 자체로 헌법위반을 구성한다고 할 것이다[2]
- 배우자의 선거범죄에 대해 연대책임을 부여한 것은 헌법 제13조 제3항이 금지하고 있는 연좌제가 아니다[3].

- 사회보호법 제5조의 위헌심판제청에서 보호감호는 거듭처벌에 해당하여 위헌이다[4]
- 헌법 제13조 제1항이 정한“이중처벌금지의 원칙”은 동일한 범죄행위에 대하여 국가가 형벌권을 거듭 행사할 수 없도록 함으로써 국민의 기본권 특히 신체의 자유를 보장하기 위한 것이므로, 그 “처벌”은 원칙으로 범죄에 대한 국가의 형벌권 실행으로서의 과벌을 의미하는 것이고, 국가가 행하는 일체의 제재나 불이익처분을 모두 그에 포함된다고 할 수는 없다[5]
- 헌법 제13조 제1항 후단에 규정된 일사부재리 또는 이중처벌금지의 원칙에 있어서 처벌이라고 함은 원칙적으로 범죄에 대한 국가의 형벌권 실행으로서의 과벌을 의미하는 것이고 국가가 행하는 일체의 제재나 불이익처분이 모두 그에 포함된다고는 할 수 없으므로 이 사건 법률조항에 의하여 급여를 제한한다고 하더라도 그것이 헌법이 금하고 있는 이중적인 처벌에 해당하는 것은 아니라고 할 것이다[6]

## 같이 보기
- 대한민국 형법 제1조 범죄의 성립과 처벌
- 부정축재처리법